# 熊本市立弓削小学校
熊本市立弓削小学校（くまもとしりつ ゆげしょうがっこう）は、熊本県熊本市北区弓削三丁目にある公立小学校。

## 沿革
- 1983年（昭和58年） - 熊本市立龍田小学校より分離し開校

## 歴代校長
- 1983年（昭和58年） - 初代校長
- - 第8代校長 谷口隆輝
- 2005年（平成17年） - 第9代校長 緒方知秋

## 学校周辺
- 九州旅客鉄道豊肥本線 光の森駅
- 国道57号